# Elaphidion albosignatum
Elaphidion albosignatum är en skalbaggsart som beskrevs av Louis Alexandre Auguste Chevrolat 1862. Elaphidion albosignatum ingår i släktet Elaphidion och familjen långhorningar.
Artens utbredningsområde är Kuba. Inga underarter finns listade i Catalogue of Life.